# کارل-هاینتس رومنیگه
کارل-هاینتس رومنیگه (به آلمانی: Karl-Heinz Rummenigge) (با نام مستعار کاله) (زادهٔ ۲۵ سپتامبر ۱۹۵۵ در لیپ‌اشتات نوردراین-وستفالن)، بازیکن سابق فوتبال اهل آلمان است.

## زندگی ورزشی
رومنیگه در ایام نوجوانی با تیم شهر خود آغاز کرد. از همان هنگام جزو استعدادهای بزرگ به‌شمار می‌رفت و در ۱۷ سالگی در این تیم جای ثابتی داشت.
رومنیگه در سال ۱۹۷۴ به تیم بایرن مونیخ پیوست. او در آن زمان ۱۹ سال بیشتر نداشت. بسیاری از ناظران، پیوستن او را به تیم پرقدرت بایرن مونیخ که در آن ستارگانی چون بکن باوئر، مولر، مایر و برایتنر توپ می‌زدند، خودکشی ورزشی می‌دانستند زیرا به دست آوردن جایی ثابت در این تیم، آرزویی محال به نظر می‌رسید اما رومنیگه با استعداد فوق‌العاده خود نشان داد که این «خودکشی» بی‌ثمر نبوده‌است. در حالی که حتی بکن باوئر قیصر فوتبال آلمان در مورد او گفته بود رومنیگه هرگز بازیکن بزرگی نخواهد شد. وی بازیکنی بود که با پویایی و تحرک در میدان، قدرت دریبل فراوان، سرعت و تیزهوشی در ایجاد خطر مقابل دروازه حریف، به یکی از پدیده‌های ورزش فوتبال تبدیل شد. در روزهای اوج او یک روزنامه معتبر آلمانی در مورد او نوشت: «اگر چه هیچ چیز در این بازیکن کامل نیست اما او از همه چیز مایه فراوانی دارد».

### دوران باشگاهی
وی در نخستین فصل پیوستن به بایرن مونیخ، ۲۱ بازی در این تیم انجام داد و ۵ گل نیز به ثمر رساند. یک سال پس از آن، رومنیگه در خط حمله تیم بایرن مونیخ جای ثابتی داشت. رومنیگه در سال ۱۹۷۶ و در سن ۲۱ سالگی به افتخار ورزشی بزرگی دست یافت و با تیم بایرن مونیخ قهرمان باشگاه‌های اروپا شد.
رومنیگه در سال ۱۹۸۴ به باشگاه ایتالیایی اینتر منتقل شد. پولی که در آن زمان این باشگاه برای خرید رومنیگه به بایرن مونیخ پرداخت ۴/۱۱ میلیون مارک بود و در بازار نقل و انتقالات یک رکورد محسوب می‌شد. رومنیگه روی هم ۳ سال در ایتالیا توپ زد اما به دلیل آسیب دیدگی‌های مداوم نتوانست آن طور که باید و شاید در این کشور موفق باشد. با این حال او در میان فوتبالدوستان ایتالیایی از محبوبیت ویژه‌ای برخوردار بود.
رومنیگه پس از آن به باشگاه سروت ژنو در سوئیس پیوست و با این تیم یک بار قهرمان این کشور و آقای گل مسابقات شد. وی در سال ۱۹۸۹ آخرین بازی خود را برای این تیم انجام داد و سپس کفش‌های خود را به دیوار آویخت. او از سال ۱۹۹۱ تا کنون عضو هیئت مدیره باشگاه بایرن مونیخ آلمان بوده‌است و از ۵ سال پیش به این طرف، در رأس این هیئت جای دارد.

### دوران ملی
او در سال ۱۹۷۶ برای نخستین بار به تیم ملی آلمان فراخوانده شد و نخستین بازی ملی خود را در مقابل تیم ملی ولز انجام داد. از آن پس پیشرفت ورزشی رومنیگه و تبدیل او به یک ستاره بین‌المللی فوتبال آغاز شد. وی در سال ۱۹۷۸ با تیم ملی فوتبال آلمان در مسابقات جام جهانی در آرژانتین ناکام ماند اما ۲ سال بعد با همین تیم به مقام قهرمانی ملت‌های اروپا دست یافت.
رومنیگه در سال‌های ۱۹۸۰ و ۱۹۸۱ دو بار پی در پی عنوان بهترین بازیکن اروپا را به دست آورد و توپ طلایی مجله ورزشی «فرانتس فوتبال» را از آن خود ساخت. در مسابقات جام جهانی فوتبال سال ۱۹۸۲ در اسپانیا، تیم ملی آلمان با رومنیگه بازی‌های موفقی به نمایش گذاشت و تا بازی نهایی رسید اما این تیم در دیدار نهایی با شکست ۳ بر یک در مقابل تیم ملی فوتبال ایتالیا به مقام نایب قهرمانی جهان بسنده کرد. در آن سال همه انتظار داشتند که رومنیگه ستاره بی چون و چرای مسابقات گردد اما یک گلزن استثنایی و خوش اشتهای ایتالیایی به نام «پائولو روسی» رومنیگه را در سایه قرار داد. ۴ سال بعد، تیم ملی فوتبال آلمان به همراه رومنیگه رقابت‌های جام جهانی در مکزیک، بار دیگر در دیدار نهایی ناکام ماند. این بار حریف این تیم در بازی نهایی، تیم ملی فوتبال آرژانتین بود که با درخشش ستاره استثنایی خود «دیگو آرماندو مارادونا» با نتیجه ۳ بر ۲ سرنوشت بازی را به نفع خود رقم زد تا رومنیگه بار دیگر از کسب عنوان قهرمانی جهان محروم شود. وی این بار نیز در سایه درخشش مارادونا رنگ باخت.
رومنیگه روی هم ۹۵ بازی برای تیم ملی فوتبال آلمان انجام داد و ۴۵ گل برای این تیم به ثمر رسانید. وی ۵۱ بار به عنوان کاپیتان این تیم پای به میدان گذاشت.

## افتخارها

### شخصی
- بهترین بازیکن فوتبال آلمان: ۱۹۸۰
- برنده توپ طلا: ۱۹۸۰ و ۱۹۸۱
- آقای گل بوندسلیگا: با ۲۶ گل در سال ۱۹۸۰
- آقای گل بوندسلیگا: با ۲۹ گل در سال ۱۹۸۱
- آقای گل بوندسلیگا: با ۲۶ گل در سال ۱۹۸۴
- آقای گل سوپر لیگ فوتبال سوئیس: با ۲۴ گل در سال ۱۹۸۹

### باشگاهی
- بایرن مونیخ (بایرن مونیخ)
  - بوندسلیگا: قهرمان ۱۹۸۰٬۱۹۸۱
  - جام حذفی آلمان: قهرمان ۱۹۸۲٬۱۹۸۴
  - لیگ قهرمانان اروپا: قهرمان ۱۹۷۵٬۱۹۷۶
  - جام باشگاهای جهان: قهرمان ۱۹۷۶

### ملی
- تیم ملی فوتبال آلمان
  - جام ملتهای اروپا (یورو): قهرمان ۱۹۸۰
  - جام جهانی: نایب قهرمان ۱۹۸۲ و ۱۹۸۶